# Xã Riggin, Quận Benson, Bắc Dakota
Xã Riggin (tiếng Anh: Riggin Township) là một xã thuộc quận Benson, tiểu bang Bắc Dakota, Hoa Kỳ. Năm 2010, dân số của xã này là 47 người.